# Cour-l'Évêque
Cour-l'Évêque è un comune francese di 185 abitanti situato nel dipartimento dell'Alta Marna nella regione del Grand Est.

## Società

### Evoluzione demografica
Abitanti censiti